# Armadillosuchus
Armadillosuchus es un género extinto de saurópsidos crocodilomorfos de la familia Sphagesauridae. Fue descrito en febrero de 2009 en la cuenca de Bauru en Brasil, del Cretácico Superior.

## Características
La espalda de Armadillosuchus estaba cubierta por una armadura que poseía bandas flexibles y protectores rígidos similares a las de un armadillo (de ahí el nombre del género que significa "cocodrilo armadillo"). Debido a su morfología singular, se cree que tuvieron un estilo de vida subterráneo.